# Anomala praenitens
Anomala praenitens är en skalbaggsart som beskrevs av Gilbert John Arrow 1917. Anomala praenitens ingår i släktet Anomala och familjen Rutelidae. Inga underarter finns listade i Catalogue of Life.